# Мартінрода (Ільм)
Мартінрода (нім. Martinroda) — громада в Німеччині, розташована в землі Тюрингія. Входить до складу району Ільм. Складова частина об'єднання громад Гераталь.
Площа — 8,27 км2. Населення становить 1177 ос. (станом на 31 грудня 2021).